# Balaton Sound
Balaton Sound is een van Europa's grootste festivals voor elektronische muziek. Het festival wordt sinds 2007 gehouden aan de zuidelijke kant van het Balatonmeer in Hongarije en heeft een programma met veel grote internationale artiesten en dj's. Het evenement is in het leven geroepen door de organisatoren van het Sziget Festival. Tussen 2007 en 2012 heette het evenement Heineken Balaton Sound en van 2013 tot en met 2015 als MasterCard Balaton Sound, beiden vanwege sponsoring van die partijen. Sinds 2016 heet het festival Balaton Sound, met sinds 2017 ook de slogan 'The Festivalbeach'.

## Achtergrond
Balaton Sound vindt plaats in het westelijke gedeelte van Zamárdi bij het kruispunt van Panoráma en Zöldfa utca (straat). Door de populariteit zijn de toegangskaarten voor het festival vaak al in de voorverkoop uitverkocht. Vaak zijn aan de ingang nog alleen dagkaarten verkrijgbaar, maar ook deze zijn soms vooraf al uitverkocht.
Het eerste Balaton Sound festival vond plaats tussen 12 en 15 juli 2007. Doordat het festival in de zomer gehouden wordt en een uitgebreid muziekprogramma heeft, trekt Balaton Sound muziekliefhebbers vanuit heel Europa naar zich toe. Het festival is met name in België erg populair. Vanuit Vlaanderen rijdt sinds 2016 de Balaton Sound Express, een trein vol festivalgangers in samenwerking met Balaton Sounds reispartner Festival Travel, op en neer naar het Balatonmeer. Daarnaast heeft het festival een eigen Belgian Stage en Belgian Camping, waar veel Belgen elkaar ontmoeten.
Op het festivalterrein zijn verscheidene podia, lounges en tenten te vinden waar optredens plaatsvinden van internationale dj's en live-acts. Veel sponsoren verzorgen luxueuze 'chill-outfaciliteiten' met hangmatten, zitzakken en loungestoelen. Bezoekers van Balaton Sound kunnen ervoor kiezen op een van de campings te overnachten of in Zamárdi zelf. Het terrein bevat daarnaast meerdere bars, cocktailbars en restaurants. De Main Stage lounge heeft de grootste capaciteit met 50.000.
In 2008 bezochten in totaal 88.000 festivalgangers het festival met een gemiddeld bezoekersgemiddelde van 22.000 per dag. In 2009 steeg dit bezoekersaantal naar 94.000. Sinds 2016 trekt het festival zo'n 155.000 bezoekers per editie.
Met de editie in 2012 won Balaton Sound een European Festivals Award in de categorie Best Medium-Sized Festival. Daarnaast won het festival in 2018 een Festileaks Festival Award voor 'beste logistiek'.

## Festival jaar per jaar
| Jaar               | Data                     | Bezoekers   | Artiesten |
| ------------------ | ------------------------ | ----------- | --- |
| Balaton Sound 2007 | 12–15 juli               | 50.000      | Beastie Boys, Eric Prydz, Ferry Corsten, Roger Sanchez, Junkie XL, Basement Jaxx, Tiga, Yonderboi, Nouvelle Vahue, The Brand New Heavies, Herman Cattaneo |
| Balaton Sound 2008 | 10–13 juli               | 88.000      | Massive Attack, Fatboy Slim, James Holden, Federico Aubele, M.A.N.D.Y., Goldfrapp, The B-52's, Orishas, David Guetta, Booka Shade, Armin van Buuren, Satoshi Tomiie                                                                                          |
| Balaton Sound 2009 | 9–12 juli                | 94.000      | Kraftwerk, Underworld, Moby, Röyksopp, Orbital, Ozomatli, Dub Pistols, David Guetta, Carl Cox, Eric Morillo, Richie Hawtin, James Holden |
| Balaton Sound 2010 | 8–11 juli                | 96.000      | Pet Shop Boys, David Guetta, The Chemical Brothers, Jamiroquai, Sven Väth, Paul Kalkbrenner, Tricky, 2manydjs, Paul Oakenfold, Paul van Dyk, Pendulum |
| Balaton Sound 2011 | 7–10 juli                | 99.000      | Tiësto, Portishead, Underworld, David Guetta, Axwell, Sebastian Ingrosso, Snoop Dogg, Mika, Fedde le Grand, Big Boi, Magnetic Man, Jeff Mills, Armin van Buuren, Simian Mobile Disco                                                                         |
| Balaton Sound 2012 | 12–15 juli               | 102.000     | Avicii, David Guetta, Paul Kalkbrenner, Björk, Knife Party, Fritz Kalkbrenner, Maceo Plex, Sander van Doorn, Gossip, Tinie Tempah, Steve Angello |
| Balaton Sound 2013 | 11–14 juli               | 100.000     | The Prodigy, Wu-Tang Clan, Avicii, Armin van Buuren, Calvin Harris, Fedde le Grand, Above & Beyond, Steve Aoki, Afrojack, Nas, Crystal Castles, Hardwell, NERVO, Justice (dj set), Brodinski, DJ Koze, Solomun                                               |
| Balaton Sound 2014 | 10–13 juli               | 111.000     | David Guetta, Alesso, Armin van Buuren, Azealia Banks, Blasterjaxx, Dimitri Vegas & Like Mike, Diplo, Disclosure, Sebastian Ingrosso, Martin Garrix, Martin Solveig, Gorgon City, Rita Ora, Rudimental, Steve Angello, Sigma, Wiz Khalifa, W&W               |
| Balaton Sound 2015 | 8–12 juli                | 145.000     | Tiësto, Axwell Λ Ingrisso, Hardwell, Faithless, Dimitri Vegas & Like Mike, Kaskade, Afrojack, Ummet Ozcan, Zedd, Oliver Heldens, Nicky Romero, Joey Bada$$, Boys Noize, Netsky, Charli XCX                                                                   |
| Balaton Sound 2016 | 6–10 juli                | 157.000     | Armin van Buuren, Dimitri Vegas & Like Mike, Chris Brown, Martin Garrix, Tyler, The Creator, Bassjackers, The Chainsmokers, Don Diablo, Duke Dumont, Fritz Kalkbrenner, Macklemore & Ryan Lewis, Oliver Heldens, Paul van Dyk, Wiley, Tyga, Madcon, Mr. Oizo |
| Balaton Sound 2017 | 5–9 juli                 | 154.000     | Kygo, Hardwell, Tiësto, Jason Derulo, Mashmello, Robin Schulz, Afrojack, Jamie Jones, Jan Blomqvist & Band, Kungs, Netsky, Headhunterz, Nicky Romero, The Bloody Beetroots                                                                                   |
| Balaton Sound 2018 | 4–8 juli                 | 165.000     | Dimitri Vegas & Like Mike, The Chainsmokers, Martin Garrix, NERVO, Timmy Trumpet, W&W, David Guetta, DJ Snake, Ty Dolla $ign, Jonas Blue |
| Balaton Sound 2019 | 3–7 juli                 | 172.000     | Tiësto, J Balvin, Jess Glyne, Marshmello, The Chainsmokers, Timmy Trumpet, Armin van Buuren, DJ Snake, Nicky Romero, Deorro, G-Eazy, Rudimental, Paul Kalkbrenner                                                                                            |
| Balaton Sound 2020 | 3–7 juli (geannuleerd)   | Geannuleerd | Martin Garrix, Kygo, Meduza, Dimitri Vegas & Like Mike, Jonas Blue, Sigala, Jax Jones, Don Diablo |
| Balaton Sound 2021 | Geen datum bekendgemaakt | Geannuleerd | Geen namen bekendgemaakt |
| Balaton Sound 2022 | 29 juni-2 juli           | 155.000     | Martin Garrix, Dimitri Vegas & Like Mike, Marshmello, Alesso, Lost Frequencies, Paul Kalkbrenner, Timmy Trumpet, Robin Schulz, Yellow Claw, Alok, Dillon Francis, Paul van Dyk                                                                               |
| Balaton Sound 2023 | 28 juni-1 juli           | n.n.b.      | Armin van Buuren, Dimension, Dimitri Vegas & Like Mike, Don Diablo, Hardwell, Joel Corry, KSHMR, Kungs, Ofenbach, Vini Vici |

## Fotogalerij

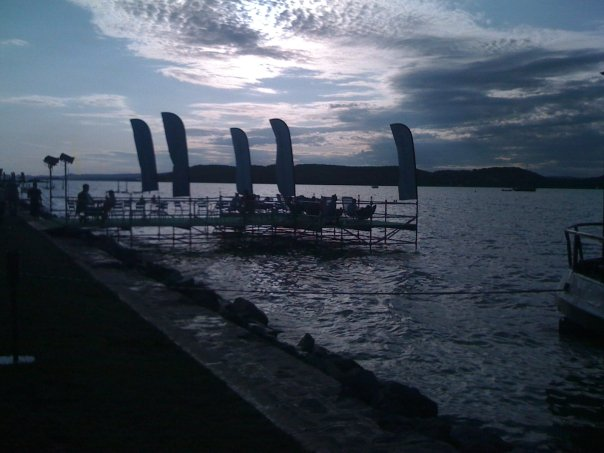
Uitzicht over het Balatonmeer tijdens zonsondergang, waar festivalgangers kunnen relaxen op de pier
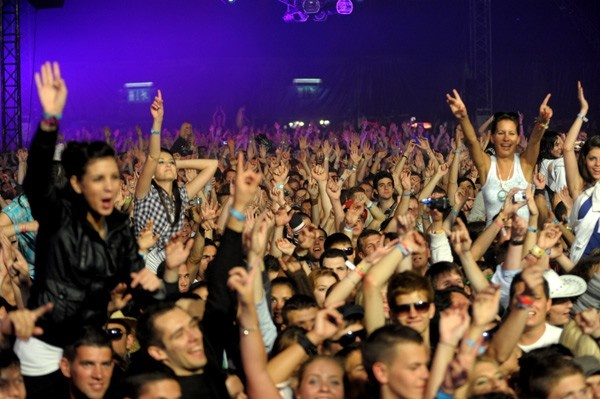
Hoogtepunt tijdens het optreden van David Guetta in de Samsung Mobile Arena
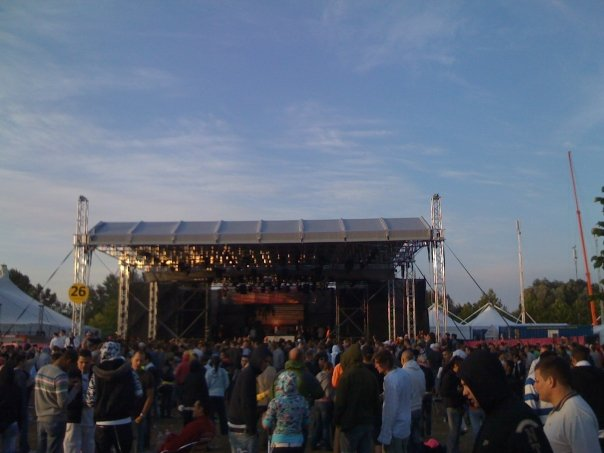
Radio1-podium, in de late namiddag op de derde festivaldag in 2009